# Chen Peina
Chen Peina (chinesisch 陈佩娜; * 19. Juni 1989 in Shantou) ist eine chinesische Windsurferin.

## Erfolge
Chen Peina nahm an den Olympischen Spielen 2016 in Rio de Janeiro teil, bei denen sie den zweiten Platz belegte. Sie gewann damit hinter Charline Picon und vor Stefanija Jelfutina die Silbermedaille. 2015 in Mussanah und 2017 in Enoshima wurde sie jeweils Weltmeisterin. Im Jahr 2018 gewann sie die Goldmedaille bei den Asienspielen in Jakarta.